# Voo Austral Líneas Aéreas 901
O voo Austral Líneas Aéreas 901 foi um voo programado de passageiros que caiu em um rio perto de Buenos Aires, Argentina, em 7 de maio de 1981, depois de uma tempestade. Todas as 31 pessoas no BAC 1-11 morreram no acidente.

## Sequência do acidente
O voo 901 havia partido do Aeroporto Internacional Tenente Benjamín Matienzo, em Tucumán, às 9h11 de 7 de maio de 1981, com destino ao Aeroporto Metropolitano Jorge Newbery. O voo transcorreu sem intercorrências até a aproximação final.
As condições climáticas em Buenos Aires eram terríveis, com fortes chuvas e ventos. Às 10h42, o voo 901 foi liberado para pousar na pista 13 do Aeroparque Jorge Newbery. Pouco antes das 11h, os pilotos fizeram uma aproximação com a intenção de pousar, mas devido à chuva e ao vento, não conseguiram ver a pista e decidiram abortar o pouso. Então conduziram uma volta e começaram uma segunda abordagem. Por sugestão do controlador de tráfego aéreo, seguiram para o sul para esperar na cidade de Quilmes, acreditando que o clima seria mais calmo ali e que a tempestade cessaria rapidamente. No entanto, quando se aproximaram, perceberam que havia nuvens Cumulonimbus; portanto, o piloto informou à torre de controle do Aeroparque que virariam em direção ao rio para retornar a Buenos Aires, onde tentariam uma abordagem diferente. Depois de receber autorização do controlador para voar a 600 metros de altura, o avião virou para o norte, direto para o centro da tempestade. A partir daí, a torre de controle do Aeroparque não conseguiu mais entrar em contato com a tripulação.
Pouco tempo depois, a tripulação perdeu o controle do avião e caiu em um rio. Todos os 26 passageiros e 5 tripulantes morreram.
Após perder o contato com o voo 901, os navios da Prefeitura Naval Argentina e da Marinha Argentina começaram a procurar o avião. Às 14h40, mais de três horas após o acidente, um helicóptero da Prefeitura foi o primeiro a avistar os destroços da aeronave. Equipes de resgate foram para lá, na esperança de encontrar sobreviventes, mas seus esforços foram inúteis. A busca e a recuperação de corpos levaram vários dias.
O Conselho de Investigação de Acidentes de Aviação Civil ficou encarregado da investigação. Apenas pouco mais da metade dos destroços do avião foram removidos da água. O gravador de dados do voo (FDR) e o gravador de voz da cabine (CVR), embora intensamente pesquisados por 42 dias, nunca foram encontrados. A investigação do JIAAC, devido à falta de caixas-pretas, não conseguiu determinar com certeza a causa do acidente, embora tenha concluído como causa provável a “perda de controle da aeronave e impacto contra a água devido a um erro de apreciação de o piloto avaliar as condições meteorológicas atravessando a zona de influência de um cumulonimbus de atividade extremamente violenta”.

## Investigação
As investigações foram dificultadas pelo fato de que apenas 55-65% dos destroços foram recuperados. Mesmo após 42 dias de pesquisa, o gravador de voz da cabine e o gravador de dados de voo não foram recuperados. O relatório final dos investigadores culpou os pilotos por subestimar a intensidade da tempestade.